# Vicente Pou
Pour les articles homonymes, voir POU.
Vicente Pou y Marca (en espagnol) ou Vicenç Pou i Marca (en catalan), né à Maià de Montcal en 1792 et mort à Montpellier le 18 janvier 1848, est un prêtre catalan, connu pour être avec Magín Ferrer l’un des principaux penseurs et propagandistes des premiers temps du carlisme,,,.